# Studienseminar
Ein Studienseminar ist eine Einrichtung, an der angehende Lehrkräfte in mehreren deutschen Bundesländern ihre zweite Phase der Lehrerausbildung im Rahmen des Vorbereitungsdienstes durchlaufen. Sie werden in der Regel Referendare oder Lehramtsanwärter genannt. In Sachsen heißen die entsprechenden Lehreinrichtungen schlicht Ausbildungsstätten, in Nordrhein-Westfalen seit 2011 Zentrum für schulpraktische Lehrerausbildung (ZfsL). In Schleswig-Holstein ist das IQSH, in Mecklenburg-Vorpommern das IQMV zuständig.
Für die ehemalige Ausbildung von Volksschullehrern siehe Lehrerseminar.

## Ziele
Die Ausbildungsdauer beträgt je nach Schulform und Bundesland 12 bis 24 Monate. Die Ausbildung an den Studienseminaren findet im Vorbereitungsdienst neben berufspraktischen Abschnitten (Hospitationen, Ausbildungsunterricht, eigenverantwortlicher Unterricht und Lehrproben) statt. Ziel der Ausbildung ist es, auf der Grundlage der durch ein wissenschaftliches Hochschulstudium gewonnenen Erkenntnisse und Methoden fachdidaktische und erziehungwissenschaftliche Inhalte zu vermitteln und so eine professionelle Handlungs- und Reflexionsfähigkeit als aufzubauen. Dabei verfolgt die Ausbildung vielfach das Leitbild eines „reflektierenden Praktikers“ (Donald Schön). Reflexions- und Handlungskompetenz schließen eine Reihe von Teilkompetenzen ein, die den Lehramtsanwärter befähigen, die beruflichen Anforderungen in folgenden beruflichen Aufgaben gemäß dem Leitbild der KMK (Bremer Erklärung 2000) sachgemäß und verantwortlich wahrzunehmen: Unterrichten, Erziehen, Diagnostizieren und Fördern, Beraten, Leistung messen und beurteilen, Organisieren und Verwalten, Evaluieren, Innovieren und Kooperieren. In vielen Bundesländern richtet sich die Ausbildung nach vorgegebenen Kompetenzen und Standards, die im Verlauf des Vorbereitungsdienstes erworben und nachgewiesen werden sollen.

## Organisation
Studienseminare sind Einrichtungen, die bestimmten Schulen zugeordnet sind (Seminarschule). Die Seminarschulen unterstehen der Aufsicht des Staates und sind weisungsgebunden, im Unterschied zu den Hochschulen, für die die Verfassungsgarantie der Freiheit von Forschung und Lehre gilt. Das hauptamtliche Personal besteht aus Fachleitern (auch Studienleiter), die die verschiedenen Unterrichtsfächer vertreten, unter einem Seminarleiter bzw. -vorstand. Es handelt sich um Beförderungsämter, die Auswahl unter den Bewerbern erfolgt durch die Schulaufsichtsbehörden oder, wenn ein Landesinstitut für Lehrerbildung besteht, durch dessen Leitung. Daneben gibt es auch Lehrbeauftragte oder abgeordnete Fachleiter, die dieses Amt neben einer nur geringfügig ermäßigten vollen schulischen Unterrichtsverpflichtung ausüben. Bei diesen handelt es sich nicht um Beförderungsämter. Sie ehrhalten lediglich eine Stellenzulage. Die Seminare werden an ihren Standorten getrennt nach den Schularten geführt. Die Referendare gehören in der Regel dienstrechtlich zu den Studienseminaren, nicht zu ihren Ausbildungsschulen. Das gilt seit 2011 nicht mehr für Mecklenburg-Vorpommern. Besonders in Bayern ist die Ausbildung durch Seminarschulen und Einsatzschulen anders geregelt.

## Wirkungen
Eine Überprüfung (Evaluation) Wirksamkeit des Vorbereitungsdienstes für das Lehramt ist bisher nur für begrenzte Bereiche geleistet worden. Eine wissenschaftlich fundierte empirische Gesamtuntersuchung des Vorbereitungsdienstes steht noch aus. Dennoch sind die Studienseminare derzeit die einzigen Einrichtungen in der Lehrerausbildung, in denen systematisch aktuelle pädagogische und fachdidaktische Erkenntnisse in eine praktische Überprüfung und methodische Anwendung überführt werden. Daher bescheinigt der OECD-Bildungsbericht von 2004 der zweiten Phase, dass sie „eine einzigartige Gelegenheit zum ‚Lernen im Beruf‘, d. h. zum Erwerb und zur Weiterentwicklung von Lehrkompetenzen in der alltäglichen Schulpraxis“ liefert.
Eine Reihe von Studienseminaren haben innovative, kompetenzorientierte Ausbildungskonzepte entwickelt, so z. B. die Studienseminare Paderborn und Koblenz, sowie sich der inneren Gestaltung und der Wirksamkeit von Lehrerausbildung mit Projekten zur Evaluation und zur Handlungsforschung gewidmet, so z. B. das Studienseminar Leer.
Da die 2. Phase der Lehrerausbildung zum einen in der Seminararbeit im Studienseminar (Hauptseminare, Fachseminare) erfolgt, zum anderen von der jeweiligen Ausbildungsschule und den dort tätigen Fachkollegen (in NRW auch Ausbildungkoordinatoren) getragen wird, können sich die Lehramtsanwärter auch in einem Spannungsfeld unterschiedlicher Ansprüche und Zielsetzungen wiederfinden. Die strukturell bedingte Doppelrolle der Lehramtsanwärter als Lernende und Lehrende verlangt ihnen anspruchsvolle Balanceakte und Rollendistanz ab. Zwar haben die Studienseminare moderne andragogische Ausbildungskonzepte entwickelt (z. B. der „selbständige Lerner“); dennoch ist der Vorbereitungsdienst strukturell geprägt durch eine Ambivalenz zwischen selbstverantwortlichem Lernen der Lehramtsanwärter und Fremdbeurteilung durch die Seminarausbilder.

## Geschichte
Die Einrichtung von Studienseminaren für die zweite Phase der Lehrerbildung ist europaweit einzigartig und nur als Ergebnis einer längeren geschichtlichen Entwicklung zu erklären. Während die Ausbildung von Volksschullehrern bis in die Zeit der Weimarer Republik (und länderspezifisch noch darüber hinaus) an Lehrerseminaren und bei Bewerbern ohne Abitur an vorgeschalteten Präparandenanstalten erfolgte, durchliefen Lehrer an höheren Schulen ein akademisches Studium. Friedrich Gedike begann in Berlin mit der schulpraktischen Ausbildung von Lehrern am Gymnasium 1787 (Gründung des Seminars für gelehrte Schulen), Wilhelm von Humboldt führte 1810 im Rahmen der Preußischen Reformen das examen pro facultate docendi ein. 1826 führte Preußen ein pädagogisches Probejahr unter Aufsicht des Schuldirektors noch ohne Prüfung ein. 1890 wurde die zweite Ausbildungsphase eine feste Institution in Preußen, die zwei Jahre dauerte. Ausbilder waren spezielle Praktiker in den Kollegien der Gymnasien.
Seit 1898 regelte eine Prüfungsordnung einheitlich die Lehrberechtigung für Unterricht in mindestens einem Fach der Oberstufe und zwei weiteren Fächern (akademischer Stand der „Oberlehrer“). Ein Zehn-Länder-Abkommen übertrug diese Regelungen 1904 auf die nord- und mitteldeutschen Länder sowie Baden und das Reichsland Elsass-Lothringen. Ab 1917 wurde auf Betreiben von Karl Reinhardt das zweite Jahr auch ein Seminarjahr, aber an einem anderen Gymnasium als Seminarschule abgeschlossen. Das 2. Staatsexamen bestand aus zwei Lehrproben und einer pädagogischen Prüfung. Ab 1924/25 wurde die Prüfung an ein „Bezirksseminar“ übertragen, das dem Regierungsbezirk unterstand, und im Kern bereits die heutige Gestaltung der Studienseminare aufwies. Zugleich wurden die Seminarleiter als pädagogische Experten berufen, die die bisher oft überforderten Schulleiter entlasten sollten, und auf die Fächer spezialisierte Fachleiter statt bloßer Mentoren in den Schulen eingeführt. Diese Reform von Hans Richert sollte vor allem durch eine Zentralisierung die Beurteilungskriterien objektivieren und eine Begrenzung der einzustellenden Assessorenzahlen unterstützen.
In Bayern und Württemberg wurde die zweite Prüfung bereits 1912 bzw. 1898 obligatorisch nach allerdings nur einem Ausbildungsjahr. Im NS-Staat wurde die Seminarzeit 1940 reichsweit auf ein Jahr verkürzt und die Ausbildung strikt vereinheitlicht.
Für die Bundesrepublik maßgeblich wurde der KMK-Beschluss vom 20. Mai 1954 Grundsätze zur Pädagogischen Prüfung für das Lehramt an Gymnasien mit § 3: „Für die Ausbildung werden Studienseminare eingerichtet; ihre Organisation bleibt den Ländern überlassen.“ Der Vorbereitungsdienst hatte zwei Jahre zu dauern, die Leiter der Studienseminare waren keine Schulleiter. Doch blieben die besonderen Formen der Länder erhalten, so in Bayern die Seminargymnasien. Die Grundsätze zur Pädagogischen Prüfung für das Lehramt mit gleichem Datum legten für die Prüfung zwei Lehrproben, eine schriftliche Hausarbeit und eine mündliche Prüfung über pädagogische Themen fest.
Das gymnasiale Ausbildungsmodell eines Vorbereitungsdienstes an Studienseminaren wurde aber erst in der 139. Sitzung der Kultusministerkonferenz am 9. Oktober 1970 in Frankenthal (Pfalz) auf alle Lehrämter übertragen. Der Vorbereitungsdienst für alle Lehramtsanwärter erfolgt seither an „besonderen Ausbildungsinstitutionen“. Ende der 1970er Jahre wurde in Niedersachsen, in den Regierungsbezirken Oldenburg und Osnabrück, eine Zeitlang eine einphasige Ausbildung erprobt, die die gesamte Ausbildung mit einem Examen abschloss. Eine ähnlich einphasige Ausbildung wurde in der DDR vollzogen.

## Studienseminare in den Bundesländern
- In Baden-Württemberg bestehen 35 Seminare für Ausbildung und Fortbildung der Lehrkräfte, davon 14 für Grundschulen, Werkrealschulen und Hauptschulen in Albstadt, Bad Mergentheim, Freudenstadt, Heilbronn, Laupheim, Lörrach, Mannheim, Meckenbeuren, Nürtingen, Offenburg, Pforzheim, Rottweil, Schwäbisch Gmünd und Sindelfingen, vier für Realschulen in Freiburg, Karlsruhe, Ludwigsburg und Reutlingen, fünf für Gymnasien in Esslingen, Heilbronn, Karlsruhe, Rottweil, Schwäbisch Gmünd und Tübingen, drei mit je einer Abteilung für Gymnasien und Sonderschulen in Freiburg, Heidelberg und Stuttgart, eines mit einer Abteilung für Berufliche Schulen und Gymnasien in Weingarten, drei für Berufliche Schulen in Freiburg, Karlsruhe und Stuttgart und vier Pädagogische Fachseminare für die Ausbildung von Fachlehrern für musisch-technische Fächer, Fachlehrern und Technischen Lehrern Sonderpädagogik in Karlsruhe (musisch-technische Fächer und Sonderpädagogik), Kirchheim/Teck (musisch-technische Fächer), Reutlingen (Sonderpädagogik) und Schwäbisch Gmünd (musisch-technische Fächer und Sonderpädagogik).[12]
- In Bayern sind 67 der Realschulen und 81 der Gymnasien Seminarschulen.[13] in Bayern hat jeder Inhaber eines 1. Staatsexamens für ein Lehramt das Anrecht auf einen Eintritt in ein Studienseminar.[14]
- Im Land Brandenburg verantwortet das Ministerium für Bildung, Jugend und Sport (MBJS) die Ausbildung und Prüfung der Lehramtsanwärter und Referendare. „Die Ausbildung findet an den Studienseminaren des Ministeriums für Bildung, Jugend und Sport (MBJS) in Bernau, Cottbus und Potsdam statt.“[15]
- In Hessen bestehen fünf Studienseminare für berufliche Schulen[16] (Darmstadt,[17] Frankfurt, Gießen, Kassel, Wiesbaden) und 15 Studienseminare für Grund-, Haupt-, Real- und Förderschulen (Darmstadt, Eschwege, Frankfurt, Friedberg, Fritzlar, Fulda, Gießen, Hanau, Heppenheim, Kassel, Marburg, Offenbach, Rüsselsheim, Wetzlar, Wiesbaden) sowie zehn Studienseminare für Gymnasien (Darmstadt, Frankfurt, Fulda, Gießen, Heppenheim, Kassel, Marburg, Bad Vilbel, Offenbach, Wiesbaden) für die zweite Phase der Lehrerbildung.[18]
- In Nordrhein-Westfalen wird mit dem „reformierten Vorbereitungsdienst“ seit 2011 die zweite Phase der Lehrerausbildung von 33 Ausbildungsstandorten[19], den so genannten Zentren für schulpraktische Lehrerausbildung (ZfsL), koordiniert. Im Zuge dieser Reform wurde die Dauer des Vorbereitungsdienstes von 24 auf 18 Monate verkürzt.[3] Über die Ausbildungsstandorte verteilt existieren 28 Seminare für das Lehramt Grundschule, 19 Seminare für das Lehramt Haupt-, Real-, Sekundar- und Gesamtschulen, 31 Seminare für das Lehramt Gymnasien und Gesamtschulen, 13 Seminare für das Lehramt Berufskolleg und 15 Seminare für das Lehramt sonderpädagogische Förderung.[19] Nach dem Zweiten Weltkrieg war zunächst die Regelungen bezüglich der Lehrerausbildung aus der Zeit des Nationalsozialismus aufgehoben und die Bestimmungen von 1917 wieder in Kraft gesetzt worden.[20] Dazu hatte das Festhalten an der historischen Trennung in ein Jahr Ausbildung in einem Anstaltsseminar und ein Jahr in einem Studienseminar gehört.[21]
- In Niedersachsen gibt es 54 Studienseminare, davon 18 Studienseminare für den gymnasialen Bereich.[22]
- In Rheinland-Pfalz gibt es 24 Studienseminare, davon 6 Studienseminare für den gymnasialen Bereich.[23]
- Im Saarland existieren 4 Studienseminare: eines für Grund- und Förderschulen (Primarstufe und Inklusion), eines für Haupt- und Gesamtschulen (Sekundarstufe 1) und eines für Gymnasien und Gesamtschulen (Sekundarstufe II)[24] sowie eines für das Lehramt an beruflichen Schulen.
- In Sachsen befinden sich die Lehrerausbildungsstätten im Landesamt für Schule und Bildung in den Standorten Chemnitz mit Außenstelle Annaberg-Buchholz, Dresden mit Außenstelle Löbau und Leipzig. Die Ausbildung erfolgt mit den Ausbildungszielen: Lehramt Gymnasium, Lehramt Oberschule, Lehramt Grundschule, Lehramt Sonderpädagogik oder Lehramt an berufsbildenden Schulen. An den beiden Außenstellen Löbau und Annaberg-Buchholz ist nur die Ausbildung für Lehramt Grundschule möglich.[2]
- In Sachsen-Anhalt verantwortet das Landesinstitut für Schulqualität und Lehrerbildung Sachsen-Anhalt (LISA) die Ausbildung und Prüfung der Lehramtsanwärter und Referendare im Vorbereitungsdienst.[25] „Der Vorbereitungsdienst erfolgt an den Staatlichen Seminaren für Lehrämter in Halle und Magdeburg.“[26] Die seminaristische Ausbildung im Vorbereitungsdienst wird differenziert nach Lehrämtern in folgender Weise organisiert: Am Standort Magdeburg werden die Lehrämter an Grundschulen, Sekundarschulen, Gymnasien, Förderschulen und berufsbildenden Schulen ausgebildet, am Standort Halle (Saale) die Lehrämter an Grundschulen, Sekundarschulen, Gymnasien und Förderschulen.[27]

## Ausbildungsinhalte
Zentrale Inhalte der Lehrerausbildung in der I. und II. Phase sind nach der Kultusministerkonferenz vom 16. Dezember 2004 zu Standards der Lehrerausbildung (Bildungswissenschaften):
- Bildung und Erziehung – Begründung und Reflexion von Bildung und Erziehung in institutionellen Prozessen
- Beruf und Rolle des Lehrers – Lehrerprofessionalisierung; Berufsfeld als Lernaufgabe; Umgang mit berufsbezogenen Konflikt- und Entscheidungssituationen. Das gilt auch für die Ausbildung an Pädagogischen Hochschulen.
- Didaktik und Methodik – Gestaltung von Unterricht und Lernumgebungen
- Lernen, Entwicklung und Sozialisation – Lernprozesse von Kindern und Jugendlichen innerhalb und außerhalb von Schule
- Leistungs- und Lernmotivation – Motivationale Grundlagen der Leistungs- und Kompetenzentwicklung
- Differenzierung, Integration und Förderung – Heterogenität und Vielfalt als Bedingungen von Schule und Unterricht
- Diagnostik, Beurteilung und Beratung – Diagnose und Förderung individueller Lernprozesse; Leistungsmessungen und Leistungsbeurteilungen
- Kommunikation, Interaktion und Konfliktbewältigung als grundlegende Elemente der Lehr- und Erziehungstätigkeit
- Medienbildung – Umgang mit Medien unter konzeptionellen, didaktischen und praktischen Aspekten
- Schulentwicklung – Struktur und Geschichte des Bildungssystems; Strukturen und Entwicklung des Bildungssystems und Entwicklung der einzelnen Schule
- Bildungsforschung – Ziele und Methoden der Bildungsforschung; Interpretation und Anwendung ihrer Ergebnisse

### Gestaltung von Unterricht und Lernumgebungen
Bei der Evaluation von Unterrichtsqualität wird in Deutschland regelmäßig auf die 10 Merkmale guten Unterrichts von Hilbert Meyer verwiesen. Eine ähnliche Liste liegt von Andreas Helmke vor. Dies sind allerdings nur allgemeine Merkmale für alle Fächer. Hinzu kommen immer noch fachspezifische Merkmale für guten Mathematik- oder Geschichtsunterricht. Die Merkmale sind:
- klare Strukturierung
- inhaltliche Klarheit
- vorbereitete Umgebung
- Methodenvielfalt
- lernförderliches Klima
- sinnstiftende Kommunikation
- individuelles Fördern
- intelligentes Üben
- transparente Leistungserwartungen
- hoher Anteil echter Lernzeit

Standardisierte Evaluationsbögen der Schulbehörden bei Unterrichtsbesuchen können diese Kriterien mehr oder weniger widerspiegeln. Ein Standardwerk ist auch der vielfach aufgelegte „Leitfaden Unterrichtsvorbereitung“ desselben Autors.
Als Kriterien für eine gute Unterrichtskultur gelten weiterhin nach Nele Schubert:
- Ermutigung (der Lehrer nimmt den einzelnen Schüler wahr)
- Kommunikation (Feedbackkultur)
- Partizipation (Mitmachtheater)
- Organisation

Gemäß der Publikation Schulische Qualität im Freistaat Sachsen wird die Schulqualität nach folgenden Kriterien bewertet:
- Schulkultur
- Management & Führung
- Kooperation
- Professionalität

### Beruf und Rolle des Lehrers
Ein wichtiges Thema ist hier die Klassenführung. Dabei geht es um den reibungslosen Ablauf des Unterrichts und den Umgang mit Störungen. Als Kriterien effizienter Klassenführung (Jacob S. Kounin) gelten:
- Allgegenwärtigkeit des Lehrers
- Reibungsloser Ablauf
- Gruppenaktivierung
- Programmierte Überdrußvermeidung

Die programmierte Überdrußvermeidung wird durch eine Rhythmisierung des Unterrichts erreicht, das heißt ein Wechsel von
- Konzentration und Entspannung
- Ruhe und Bewegung
- Einzelarbeit und kooperativen Phasen

Als Ursache von Störungen kommt das Handeln des Lehrers selbst, der Schüler oder auch die Umgebung in Frage. Bei der Vermeidung von Störungen wird unterschieden zwischen Prävention, Intervention und Postvention. Präventiv wirken unter anderem
- Reibungsloser und gut rhythmisierter Ablauf des Unterrichts
- Aktivierung aller Schüler
- Etablierung von Klassenregeln und die Durchsetzung einer Schulordnung
- Etablierung von Ritualen
- Freundliches, bestimmtes und konsequentes Verhalten der Lehrkraft
- Lob und Unterstützung des gewünschten Verhaltens

Interventionen sind die kleinen und großen direkten Eingriffe der Lehrkraft, sobald eine Störung auftritt. Hierzu zählen Signale über Mimik und Körpersprache, Verwarnungen oder die Androhung oder Verhängung von Strafen. Postventionen sind im Nachgang durchgeführte Maßnahmen wie Einzelgespräche mit dem Schüler, Elterngespräche und Ordnungsmaßnahmen.

### Lernprozesse von Kindern und Jugendlichen innerhalb und außerhalb von Schule
Eine wichtige Grundlage für das Lehrerhandeln ist die Entwicklungspsychologie von Jugendlichen. Relevant sind dabei die Umbauprozesse im Gehirn während der Pubertät und die hieraus resultierende emotionale Instabilität verbunden mit Verhaltensauffälligkeiten. Weiterhin werden oft die Arbeiten der folgenden Wissenschaftler betrachtet:
- Albert Bandura: Theorie des sozialen Lernens
- Jean Piaget: 4 Phasen der kognitiven Entwicklungspsychologie
- Erik H. Erikson: Stufenmodell der psychosozialen Entwicklung

### Fachdidaktik
Neben allgemeinen Kenntnissen und Fertigkeiten zum Umgang mit Jugendlichen und zur Beherrschung der Klassensituation sollte die Lehrkraft über spezifische Erfahrungen zur Wissensvermittlung in seinem Fach besitzen. Thema der Fachdidaktik ist beispielsweise die Auswahl geeigneter konkreter Lerninhalte und Aufgaben, Möglichkeiten der Differenzierung in konkreten Lerngebieten, bewährte Möglichkeiten neuen Stoff schülergerecht, lebensnah und motivierend einzuführen, bewährte Arten Lernstoff aufeinander aufzubauen und zu präsentieren, alters- und schülergerechte didaktische Reduktion und die Vorgabe altersgemäßer und schülergerechter Lernziele.